# Partidul Național Țărănesc Creștin Democrat
Partidul Național Țărănesc Creștin Democrat (abreviat PNȚCD sau PNȚ-CD) este un partid politic neparlamentar de centru-dreapta spre dreapta din România, care se consideră continuatorul Partidului Național Țărănesc (PN-Ț/PNȚ) istoric ce a activat în Regatul României între 1926 și 1947. A făcut în trecut parte la nivel european din Partidul Popular European (PPE), iar în martie 2020 a fost primit în Mișcarea Politică Creștină Europeană (ECPM). Actualmente, partidul nu are niciun europarlamentar. De asemenea, partidul are o reprezentare politică foarte mică la nivel politic local pe țară, din punctul de vedere al totalului de aleși locali. Împreună cu Partidul Național Liberal (PNL) contemporan, Partidul Național Țărănesc Creștin Democrat (PNȚCD) este unul dintre cele mai vechi partide din România postdecembristă. De asemenea, până în prezent, s-au scindat două partide din PNȚCD, mai precis Partidul Național Țărănesc Maniu-Mihalache (PNȚMM) respectiv Alianța Național Țărănistă (ANȚ).

## Activitatea

### Reînființarea și perioada de opoziție

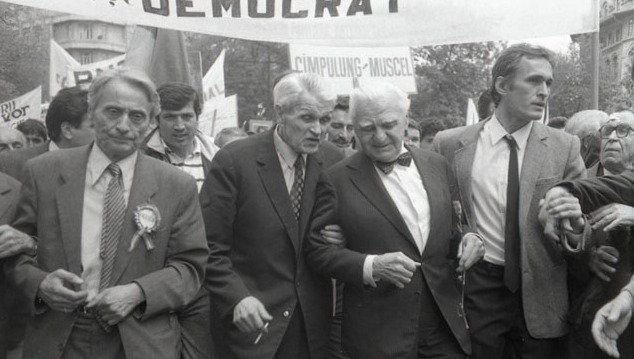
De la stânga la dreapta: Ion Diaconescu, Corneliu Coposu și Ion Rațiu, în timpul unei manifestații la București, în anul 1990.

În decembrie 1989, Corneliu Coposu a înființat Partidul Național Țărănesc Creștin Democrat (PNȚCD) ca succesor al Partidului Național Țărănesc (PNȚ) din Perioada interbelică. Schimbarea de titulatură a făcut posibilă integrarea în Internaționala Creștin Democrată (ICD), însa a implicat și schimbarea radicală a programului partidului.

## Activitatea partidului în anii 1990
În primii ani de după Revoluția Română din 1989, PNȚCD s-a remarcat ca una dintre cele mai importante formațiuni politice de opoziție, susținând manifestațiile anticomuniste din Piața Universității în 1990.
În 1991, partidul a devenit membru fondator al Convenției Democrate Române (CDR), o alianță de partide și organizații civice de centru-dreapta, cu scopul de a contracara influența Frontului Salvării Naționale.
La alegerile parlamentare și prezidențiale din 1996, CDR a obținut victoria, iar PNȚCD a preluat conducerea guvernului. Președintele partidului, Victor Ciorbea, a devenit prim-ministru, urmat de Radu Vasile (1998–1999) și Mugur Isărescu (1999–2000). Guvernarea CDR a fost caracterizată de reforme economice importante, precum liberalizarea prețurilor și privatizări, dar și de instabilitate politică internă și de scăderea încrederii publicului.
În urma alegerilor din 2000, partidul nu a reușit să atingă pragul electoral de 5%, pierzând reprezentarea parlamentară. Acest moment a marcat începutul unei perioade prelungite de declin pentru PNȚCD.

### PNȚCD-ul ca lider al coaliției de guvernare (1996–2000)
După guvernarea 1996–2000, aspru criticată, Partidul Național Țărănesc Creștin Democrat (PNȚCD), principalul exponent al Convenției Democrate Române (CDR), nu a reușit să obțină numărul de voturi necesare trecerii pragului electoral.

### După ieșirea de la guvernare și din parlament
La alegerile parlamentare din 2000, partidul a optat să candideze într-o coaliție, al cărui prag electoral a fost prea mare pentru a putea fi atins. Partidul nu a mai intrat în Parlament și a continuat să fie marcat de lupte între diverse facțiuni și diverși lideri.
În martie 2005, partidul a fuzionat cu Uniunea pentru Reconstrucția Romaniei (URR) și și-a schimbat denumirea în Partidul Popular Creștin Democrat (PPCD).
În septembrie 2006, a revenit la vechiul nume - Partidul Național Țărănesc Creștin Democrat (PNȚCD).
La data de 21 ianuarie 2007, în funcția de președinte a fost ales omul de afaceri Marian Miluț, care a devenit membru al partidului în anul 2005. El a fost urmat de Aurelian Pavelescu. În 2011, un congres ținut în luna iunie l-a ales ca președinte pe Victor Ciorbea. În septembrie, facțiunea condusă de Vasile Lupu și Aurelian Pavelescu a organizat un nou congres extraordinar al PNȚCD, contestat de către Victor Ciorbea. Congresul a avut loc la București, la Palatul Parlamentului, în ziua de 17 septembrie 2011. Vasile Lupu a fost ales președinte, iar Pavelescu secretar general. Ambele facțiuni își propuneau revenirea în Parlament și promovarea restaurării monarhiei în România..
În cele din urmă, au rămas doi pretendenți pentru titlul de președinte - Pavelescu și Ciorbea. Cel dintâi a primit recunoașterea tuturor formațiunilor ca lider al partidului, în vreme ce Victor Ciorbea a părăsit partidul, aderând la Partidul Național Liberal (PNL).

### Revenirea în Parlament și refacerea Alianței D.A.
În anul 2012, PNȚCD a semnat o alianța electorală cu Partidul Democrat Liberal (PDL) și Forța Civică (FC), constituind Alianța România Dreaptă (ARD). În cadrul alianței, PNȚCD a redevenit partid parlamentar, obținând un loc de deputat (Ioan Mihăilă) și unul de senator (Valeriu Todirașcu), ambele la București.
În urma congresului din 20 aprilie 2013, partidul a fost reunificat, Pavelescu fiind ales președinte, iar aripile fiind dizolvate. În toamna anului 2013, PNȚCD a încheiat un protocol de colaborare cu Inițiativa România Liberală (IRL), fondată de liberali care au părăsit Partidul Național Liberal (PNL). În noiembrie 2013, Pavelescu a fost reconfirmat în funcție, iar fondatorii IRL: președintele fundației, Vlad Moisescu, secretar general al PNȚCD, deputatul Diana Tușa și primarul sectorului 1 al capitalei Andrei Chiliman vicepreședinți. Și fostul deputat democrat-liberal Maria Stavrositu a fost aleasă vicepreședinte, alături de fostul avocat al poporului, Gheorghe Iancu.
Întrucât în anul 2014, Forța Civică (FC) a fuzionat cu Partidul Democrat Liberal (PDL), alianța D.A. și-a încetat existența.

## Istoric electoral

### Alegeri prezidențiale
| An   | Candidat            | Alianță | Primul tur | Primul tur   | Al doilea tur    | Al doilea tur | Rezultat        |
| An   | Candidat            | Alianță | Voturi     | Procente (%) | Voturi           | Procente (%)  | Rezultat        |
| ---- | ------------------- | ------- | ---------- | ------------ | ---------------- | ------------- | --------------- |
| 1990 | Ion Rațiu           | N/A     | 617.007    | 4,29 / 100   | Nu a existat     | N/A           | Locul 3         |
| 1992 | Emil Constantinescu | CDR     | 3.717.006  | 31,24 / 100  | 4.641.207        | 38,57 / 100   | Locul 2         |
| 1996 | Emil Constantinescu | CDR     | 3.569.941  | 28,22 / 100  | 7.057.906        | 54,41 / 100   | Ales președinte |
| 2000 | Mugur Isărescu      | CDR     | 1.069.463  | 9,54 / 100   | Nu s-a calificat | N/A           | Locul 4         |
| 2004 | Gheorghe Ciuhandu   | N/A     | 198.394    | 1,90 / 100   | Nu s-a calificat | N/A           | Locul 5         |
| 2009 | N/A                 | N/A     | N/A        | N/A          | N/A              | N/A           | N/A             |
| 2014 | N/A                 | N/A     | N/A        | N/A          | N/A              | N/A           | N/A             |
| 2019 | N/A                 | N/A     | N/A        | N/A          | N/A              | N/A           | N/A             |
| 2024 | N/A                 | N/A     | N/A        | N/A          | N/A              | N/A           | N/A             |

### Alegeri parlamentare
| An   | Voturi              | Procente (%)            | Senat    | Camera Deputaților | Poziție | Rezultat                    | Guvern                                                                         |
| ---- | ------------------- | ----------------------- | -------- | ------------------ | ------- | --------------------------- | ------------------------------------------------------------------------------ |
| 1990 | 348.637 351.357     | 2,50 / 100 2,56 / 100   | 1 / 119  | 12 / 395           | 4       | Opoziție                    | Roman I (1989–1990) Roman II (1990–1991) Roman III (1991) Stolojan (1991–1992) |
| 1992 | 2.210.722 2.117.144 | 20,16 / 100 19,46 / 100 | 21 / 143 | 41 / 341           | 2       | Opoziție                    | Văcăroiu (1992–1996)                                                           |
| 1996 | 3.772.084 3.692.321 | 30,70 / 100 30,17 / 100 | 25 / 143 | 81 / 343           | 1       | Coaliție                    | Ciorbea (1996–1998) Vasile (1998–1999) Isărescu (1999–2000)                    |
| 2000 | 575.706 546.135     | 5,29 / 100 5,04 / 100   | 0 / 140  | 0 / 345            | 6       | Opoziție extraparlamentară  | Năstase (2000–2004)                                                            |
| 2004 | 196.027 188.268     | 1,90 / 100 1,85 / 100   | 0 / 137  | 0 / 332            | 6       | Susținere extraparlamentară | Tăriceanu I (2004–2007) Tăriceanu II (2007–2008)                               |
| 2008 | N/A                 | N/A                     | N/A      | N/A                | N/A     | N/A                         | N/A                                                                            |
| 2012 | 1.239.318 1.223.189 | 16,71 / 100 16,51 / 100 | 1 / 176  | 1 / 412            | 2       | Opoziție                    | Ponta II (2012–2014)                                                           |
| 2012 | 1.239.318 1.223.189 | 16,71 / 100 16,51 / 100 | 1 / 176  | 1 / 412            | 2       | Opoziție                    | Ponta III (2014) Ponta IV (2014–2015)                                          |
| 2012 | 1.239.318 1.223.189 | 16,71 / 100 16,51 / 100 | 1 / 176  | 1 / 412            | 2       | Susținere parlamentară      | Cioloș (2015–2017)                                                             |
| 2016 | N/A                 | N/A                     | N/A      | N/A                | N/A     | N/A                         | N/A                                                                            |
| 2020 | N/A                 | N/A                     | N/A      | N/A                | N/A     | N/A                         | N/A                                                                            |
| 2024 | 371 270             | 0,00 / 100 0,00 / 100   | 0 / 134  | 0 / 331            | 26      | N/A                         | N/A                                                                            |

## Președinți ai PNȚCD-ului
- Corneliu Coposu (1990–1995)
- Ion Diaconescu (1995–2000)
- Constantin Dudu Ionescu (2000–2001)
- Andrei Marga (2001)
- Victor Ciorbea (2002–2004)
- Gheorghe Ciuhandu (2004–2007)
- Marian Petre Miluț (2007–2011)
- Aurelian Pavelescu (2011–prezent)

## Personalități
- Corneliu Coposu, președinte fondator al partidului după 1990;
- Ion Rațiu, vicepreședinte al partidului, candidat la președinție în 1990;
- Ion Diaconescu, președinte al partidului după 1995, președinte al Camerei Deputaților din România în legislatura 1996–2000;
- Vasile Constantin Niculae Ionescu-Galbeni, fost deținut politic, deputat între 1990–2000;
- Ticu Dumitrescu, fost deținut politic, fost senator, președintele Asociației Foștilor Deținuți Politici din România (AFDPR), precum și inițiatorul Legii Deconspirării Securității și Legii Lustrației;
- Matei Boilă, fost deținut politic, fost senator, ulterior devenit preot greco-catolic;
- Leonida Lari, scriitoare, fostă deputată, activistă pentru Unirea Republicii Moldova cu România;
- Mircea Ciumara, fost deputat, fost ministru;
- Ioan Alexandru, scriitor.